# George Fronval
Pour les articles homonymes, voir Fronval.
George (parfois Georges) Fronval, de son vrai nom Jacques Garnier, né le 16 janvier 1904 dans le 12e arrondissement de Paris, mort le 23 février 1975 à Fussey dans la Côte-d'Or, est un journaliste, dessinateur humoristique et romancier français.
Il a utilisé de nombreux pseudonymes dont Gilbert de Fontanges, Germain Fontenelle, Gabriel Fersen, Gilbert Flamand, Gerald Faraway, Marc Izarra, Paul Lemaire, Bernard Leroy, Franck Murray, Henri de Trémières, Paul Sterling, Robert Boussar.

## Biographie
Journaliste dès l'âge de 18 ans, notamment à L'Intransigeant, cofondateur de Cinémonde, collaborateur de La Vie du Rail depuis sa création, conseiller technique d'un grand nombre de films, il fut aussi acteur à l'occasion (on le vit aux côtés de Fresnay dans La Grande Illusion), illustrateur, auteur de bandes dessinées et de près de 800 romans dits « populaires ». Ami de Jean Renoir et d'Erich von Stroheim, c'est lui qui organisa la rencontre qui permit à ce dernier, revenu ruiné d'Hollywood, d'obtenir le rôle de l'officier allemand qui le rendit célèbre dans La Grande Illusion. On peut apercevoir Fronval à la fin du film, interprétant le soldat allemand qui vise le capitaine de Boëldieu (Pierre Fresnay).
Il était aussi connu comme collectionneur acharné de fascicules et de romans populaires, ainsi que de documents sur le cinéma. Il était réputé pour ses recherches et sa grande érudition sur la S.P.E. (Société parisienne d'édition, créée par les frères Offenstadt). Il a notamment publié dans Le Chasseur d'Illustré de nombreux articles sur Jean de La Hire ou José Moselli (numéro spécial de 1970). Passionné par l'histoire de l'Ouest et par celle de la piraterie, il devint l'un de leurs spécialistes en France.
Il a été adaptateur et scénariste de nombreuses bandes dessinées dans la Grande Presse et aussi dans la presse spécialisée. Au milieu des années 1950, il a brièvement collaboré au journal IMA, l'ami des jeunes. Il a aussi accompagné les débuts du journal Pilote, journal d'Astérix fondé notamment par René Goscinny. Seul écrivain européen à faire partie de la Western Writers of America, il devint un spécialiste de l'histoire de l'Ouest américain. Ami des petits-fils de Geronimo et de Sitting Bull, ami de John Ford, de Gary Cooper et de John Wayne (il fit venir ce dernier à la rédaction de Pilote en 1960), il partait régulièrement aux États-Unis pour chercher de la documentation qui lui permettrait de peaufiner ses ouvrages. Outre, sa collaboration à Dargaud, il devint dans les années 1960 jusqu'à son décès, l'auteur principal de collections axées sur l'Ouest chez Nathan. Il mourut d'une paralysie cardiaque provoquée par une absorption massive de digitaline, car devenu borgne, il fit une erreur de dosage à la lecture de la posologie ordonnée par son médecin. Son dernier ouvrage Les signes mystérieux des indiens peaux-rouges, chez Nathan, fut achevé par Daniel Dubois. De nos jours, il est souvent décrié par les spécialistes de l'Ouest qui lui reprochent un certain manque de rigueur historique car il privilégiait parfois la légende au détriment de la réalité historique. Il n'en reste pas moins que son travail était toujours extrêmement documenté et honnête[Interprétation personnelle ?] et qu'il contribua à faire connaître l'histoire de l'Ouest et du Canada à de nombreuses générations.
Apparaissant parfois aux détours de planches de Pilote, par exemple comme « râleur » dans un générique de film des Dingodossiers, on peut se demander si le personnage d'Achille Talon n'a pas été inspiré par Fronval[Interprétation personnelle ?]. Si on se réfère à sa corpulence, à ses relations parfois tendues avec Goscinny, au fait que c'était aussi un vieux célibataire, qu'il était connu pour son érudition et sa faconde, que c'était un des collaborateurs des premiers jours de Pilote, les ressemblances sont suffisamment troublantes pour étayer cette thèse[Interprétation personnelle ?].
Vivant à Fussey près de Nuits-Saint-Georges, épicurien et grand amateur de vins de Bourgogne, il présentait souvent ses cartes de vœux de la façon suivante : « Nuits-Saint-Georges Fronval vous souhaite ses meilleurs vœux », une illustration de Jean Marcellin, son collaborateur et ami pour Dargaud et Nathan, le représentant parfois à cheval sur un tonneau de vin en costume de cowboy.

## Œuvre

### Romans
- L'Épave vivante, Tallandier, coll. Cinéma-Bibliothèque no 323, 1930
- Danseuses pour Buenos-Aires, Tallandier, coll. Cinéma-Bibliothèque no 554, 1932
- Michèle l'aventureuse, Tallandier, coll. Les Beaux Romans dramatiques no 31, 1932
- Ombres des bas-fonds, Tallandier, coll. Cinéma-Bibliothèque no 583, 1933
- La Rue, Tallandier, coll. Cinéma-Bibliothèque no 604, 1933
- Dick le pirate, coll. Printemps no 161, 1933
- Condamné à mort, Tallandier, coll. Le Film no 15, 1933
- Le Drame du Transsaharien. (Le Destin tragique de la Mission Flatters), 1933
- Le Dragon d'émeraude, Ferenczi & fils, Aventures et Voyages no 95, 1935
- Les Despérados du Rio-Grande, Ferenczi & fils, Aventures et Voyages no 105, 1935
- Le Cow-boy au foulard écarlate, Ferenczi & fils, Aventures et Voyages no 123, 1935
- Les Gangsters d'Hollywood, Ferenczi & fils, coll. Police, 1935
- Les Pirates des mers de Chine, Ferenczi & fils, Aventures et Voyages no 177, 1936
- Le Destin d'une femme - Tallandier, coll. Le Livre de poche, nouvelle série no 16, 1938
- Rita - Tallandier, coll. Le Livre de poche, nouvelle série no 24, 1938
- Le Diamant de Shanghaï, Ferenczi & fils, Police et Mystère no 323, 1938
- La Prison souterraine, S.E.P.I.A., coll. La Belle Aventure no 19, 1938
- Un crime au studio, Ferenczi & fils, coll. Police no 307, 1939
- 148 Pensylvianna Avenue, Ferenczi & fils, Le Petit Roman policier no 66, 1939
- Les Fantômes de Ghost City, Éditions et revues françaises, coll. Le Carré d'as, 1944
- L'Énigmatique Fen-Chu, roman fantastique, S.E.N., 1944
- L'Énigmatique Mr Breen, roman d'action, S.E.P.E., coll. Le Bandeau noir, 1945
- Une mort étrange, A. Bonne, 1945
- L'Homme à la main de singe, Éditions et revues françaises, le Carré d'as no 5, 1946
- La Menace de minuit, roman policier, Éditions et revues françaises, coll. Le Carré d'as, 1946
- Les Pirates de Kien-Bay, Éditions S.A.E.T.L., coll. Les Mystérieuses Aventures, 1947
- Ranch 101, Éditions S.A.E.T.L., coll. Les Mystérieuses Aventures, 1947
- La Revanche de Stève Mac Kay, Ferenczi & fils, Mon roman d'aventures no 87, 1948
- Les Évadés de Sakhaline, coll. Sous le signe de l'aventure no 10, 1948
- Le Shérif de Clifton-City, Édition Selpa, coll. Coq hardi no 30, 1949
- L'Affaire Zabello, Éditions de la Seine, coll. Service secret no 19, 1955
- L'Affaire du 2 X 758, Éditions de la Seine, 1956

#### Romans signés Gabriel Fersen
- Trois du cinque, S.A.E.T.L., 1946
- Alerte à Panama, coll. Sous le signe de l'aventure, 1948
- Le Destin d'une femme, Nord Édition, coll. Atalante, 1948
- Alerte à la raffinerie, S.A.E.T.L., 1949

#### Romans signés Gilbert Flamand
- L'Amour qui renaît, Hebdo-roman no 29, série bleue, 1931
- L'Éveil du cœur, Hebdo-roman no 60, série bleue, 1932
- La Caravane perdue, Éditions des Élégances, coll. Les Films pour la jeunesse, 1946
- La Cavalier Cyclone, Éditions des Élégances, coll. Les Films pour la jeunesse, 1946
- Prisonniers des pirates chinois, S.A.E.T.L., coll. Haute-police1946
- Les Mutins de l'"Orénoque", coll. Sous le signe de l'aventure, 1948

#### Roman signé Paul Sterling
- Zorro, Éditions des Élégances, 1949

#### Roman signé Franck Murray
- Le Secret de Monte-Carlo, Éditions mondiales, coll. Les Grandes Aventures no 5, 1952

#### Récits de littérature d'enfance et de jeunesse
- K. S. Munitionen 28, Éditions T.O., coll. Jean-Paul et France le Lorrain, jeunes héros de la Résistance no 1, 1945
- La Fuite en mer, Éditions T.O., coll. Jean-Paul et France le Lorrain, jeunes héros de la Résistance no 2, 1945
- Vainqueurs quand même, Éditions T.O., coll. Jean-Paul et France le Lorrain, jeunes héros de la Résistance no 3, 1945
- Chargés de mission, Éditions T.O., coll. Jean-Paul et France le Lorrain, jeunes héros de la Résistance no 4, 1945
- Défi à l'ennemi, Éditions T.O., coll. Jean-Paul et France le Lorrain, jeunes héros de la Résistance no 5, 1945
- Devant le peloton d'exécution, Éditions T.O., coll. Jean-Paul et France le Lorrain, jeunes héros de la Résistance no 6, 1945
- La Chasse à l'homme, Éditions T.O., coll. Jean-Paul et France le Lorrain, jeunes héros de la Résistance no 7, 1945
- Traqué par la Gestapo, Éditions T.O., coll. Jean-Paul et France le Lorrain, jeunes héros de la Résistance no 8, 1945
- Table d'écoute, Éditions T.O., coll. Jean-Paul et France le Lorrain, jeunes héros de la Résistance no 9, 1946
- Ligne de démarcation, Éditions T.O., coll. Jean-Paul et France le Lorrain, jeunes héros de la Résistance no 10, 1946
- Sabotage sur la voie ferrée, Éditions T.O., coll. Jean-Paul et France le Lorrain, jeunes héros de la Résistance no 11, 1946
- Imprimerie clandestine, Éditions T.O., coll. Jean-Paul et France le Lorrain, jeunes héros de la Résistance no 12, 1946
- Le sheriff de Clifton-City, éditions S.E.L.P.A. Paris,collection COQ-HARDI n° 30,1949
- Le Trésor de Pancho Villa, Éditions des Remparts, coll. Junior no 103, 1952

### Nouvelles
- Les Gangsters du Colorado, Laclau, 1945
- Combat au bord de l'abîme, Duclos, coll. Les Merveilleux Exploits de Buffalo Bill no 2, 1946
- Alerte à Fort-Wrigley, Duclos, coll. Les Merveilleux Exploits de Buffalo Bill no 2, 1946
- Le Totem de la mort, Duclos, coll. Les Merveilleux Exploits de Buffalo Bill no 3, 1946
- L'Attaque du Pony-express, Duclos, coll. Les Merveilleux Exploits de Buffalo Bill no 4, 1946
- Les Desperades de Mortimer-Valley, Duclos, coll. Les Merveilleux Exploits de Buffalo Bill no 5, 1946
- La Diligence de Kingwood, Duclos, coll. Les Merveilleux Exploits de Buffalo Bill no 6, 1946
- Le Pacific-Express, Duclos, coll. Les Merveilleux Exploits de Buffalo Bill no 7, 1946
- La Ruée infernale, Duclos, coll. Les Merveilleux Exploits de Buffalo Bill no 8, 1946
- La Mine de Guadalupe, Duclos, coll. Les Merveilleux Exploits de Buffalo Bill no 9, 1946
- Les Brankraidders de l'Atlanta-City, Duclos, coll. Les Merveilleux Exploits de Buffalo Bill no 10, 1946
- Le Canyon de la vallée perdue, Duclos, coll. Les Merveilleux Exploits de Buffalo Bill no 11, 1946
- Les Distillateurs du clair de lune, Duclos, coll. Les Merveilleux Exploits de Buffalo Bill no 12, 1946
- Le Sorcier des Cheyennes, Duclos, coll. Les Merveilleux Exploits de Buffalo Bill no 13, 1946
- Les Compagnons de la Croix fulgurante, Duclos, coll. Les Merveilleux Exploits de Buffalo Bill no 14, 1946
- Le Désert de la soif, Duclos, coll. Les Merveilleux Exploits de Buffalo Bill no 15, 1946
- Les Faux-monnayeurs du Texas, Duclos, coll. Les Merveilleux Exploits de Buffalo Bill no 20, 1946
- Prisonnier du Ku-Klux-Klan, Duclos, coll. Les Merveilleux Exploits de Buffalo Bill no 21, 1946
- Le Saut dans l'abîme, Duclos, coll. Les Merveilleux Exploits de Buffalo Bill no 24, 1946
- Le Roi du lasso, Duclos, coll. Les Merveilleux Exploits de Buffalo Bill no 26, 1946
- La Prairie en feu, Duclos, coll. Les Merveilleux Exploits de Buffalo Bill no 28, 1946
- Le Ranch du mystère, Duclos, coll. Les Merveilleux Exploits de Buffalo Bill no 29, 1947
- Les Pilleurs de train du Kansas, Duclos, coll. Les Merveilleux Exploits de Buffalo Bill no 30, 1947
- Le Barrage en péril, Duclos, coll. Les Merveilleux Exploits de Buffalo Bill no 31, 1947
- Une tragique partie de poker, Duclos, coll. Les Merveilleux Exploits de Buffalo Bill no 32, 1947
- Le Puits en flammes, Duclos, coll. Les Merveilleux Exploits de Buffalo Bill no 33, 1947
- Le Grizzly des montagnes bleues, Duclos, coll. Les Merveilleux Exploits de Buffalo Bill no 34, 1947
- Bagarre au Golden Ring, Duclos, coll. Les Merveilleux Exploits de Buffalo Bill no 35, 1947
- Alerte à la frontière, Duclos, coll. Les Merveilleux Exploits de Buffalo Bill no 36, 1947
- Le Courrier de San Cristobal, Duclos, coll. Les Merveilleux Exploits de Buffalo Bill no 37, 1947
- 10.000 dollars mort ou vif, Duclos, coll. Les Merveilleux Exploits de Buffalo Bill no 38, 1947
- Les Voleurs de chevaux du Texas, Duclos, coll. Les Merveilleux Exploits de Buffalo Bill no 39, 1947
- La Ville aux fantômes, Duclos, coll. Les Merveilleux Exploits de Buffalo Bill no 40, 1947

### Autres publications

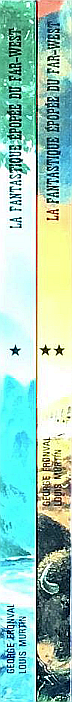
La fantastique épopée du Far West (1967).

- Pierre Fresnay, sa vie, ses films, 1939
- Charlie Chaplin, 1944
- Charles Boyer, 1944
- Paris brise ses chaînes, épopée des 20 arrondissements et de la banlieue dans les journées du 19 au 25 août 1944, Éditions et revues françaises, 1944
- Cinq du maquis, 1945
- La Fantastique Épopée du Far West, éditions Dargaud, 1967
- Buffalo Bill: le roi des éclaireurs, éditions Fernand Nathan, 1968; illustrée par Jean Giraud (couverture aussi) et Jean Marcellin.
- Contes et Récits du Canada français, illustrations Lise Marin, collection des  Contes et légendes de tous les pays, éditions Fernand Nathan, 1968
- Récits de la Flibuste et des Mers Caraïbes, illustrations Jean Marcellin, collection des  Contes et légendes de tous les pays, éditions Fernand Nathan, 1969
- Les Pionniers du rail, éditions Fernand Nathan, 1971
- Histoire de la bande dessinée d'expression française en collaboration avec Claude Moliterni, 1972
- L'Épopée canadienne, Tome 1 : La Nouvelle-France, éditions Dargaud, 1973
- L'Épopée canadienne, Tome 2 : Une nation en marche, éditions Dargaud, 1974
- Geronimo, l'apache indomptable, Nathan, 1974
- Les Signes mystérieux des Peaux-Rouges, Nathan, 1976
- La véritable histoire des Indiens Peaux-Rouges, Nathan, 1977
- Sitting Bull, le grand chef sioux, Nathan, 1984
- Cochise, l'Apache au cœur fidèle, Nathan, 1984
- Wild Bill Hickok, le shérif de l'Ouest, Nathan, 1984

### Ouvrages signés du pseudonyme Germain Fontenelle
- L'Impossible Amour, Hebdo-roman no 21, série bleue, 1931 ; réédition, Nord Édition, 1948
- Demi-vierge d'Amérique, le Livre passionnant illustré no 14, 1932
- Reine de beauté, Hebdo-roman no 40, 1932
- Marlène Diétrich, 1944
- Aux prises avec «les Dragons noirs», S.A.E.T.L., 1945
- L'Espionnage de Shaghaï, Sous le signe de l'aventure no 2, 1947